# Dorcadion maceki
Dorcadion maceki là một loài bọ cánh cứng trong họ Cerambycidae.